# Faveraye-Mâchelles
Faveraye-Mâchelles är en kommun i departementet Maine-et-Loire i regionen Pays de la Loire i nordvästra Frankrike. Kommunen ligger i kantonen Thouarcé som tillhör arrondissementet Angers. År 2018 hade Faveraye-Mâchelles 648 invånare.

## Befolkningsutveckling
Antalet invånare i kommunen Faveraye-Mâchelles
| Referens: INSEE |